# Eleonora Kastilská (1241–1290)
Eleonora Kastilská (1241 – 29. listopadu 1290 Harby) byla hraběnka z Ponthieu a anglická královna, první manželka krále Eduarda I. Manželství bylo zřejmě vydařené, o Eduardově vztahu k Eleonoře vypovídá, že ji s oblibou nazýval milovanou manželkou a po jejím skonu nechal postavit tzv. Eleonořiny kříže, které kopírovaly cestu pohřebního průvodu do Londýna.

## Život
Eleonora byla dcerou kastilského krále Ferdinanda III. a jeho druhé choti Johany, dcery hraběte Šimona z Dammartinu. Nabídka k sňatku s anglickým následníkem Eduardem vzešla z iniciativy jeho otce Jindřicha III. a Eleonořin bratr Alfons X. ji s podmínkou, že ženich bude mít dostatečný pravidelný příjem, přijal.
Eduard, Eleonořin vrstevník, se vydal s honosným doprovodem na kastilský dvůr a v Las Huelgas byl svým budoucím švagrem Alfonsem pasován na rytíře. 18. října 1254 se v Las Huelgas konala dynastická svatba. Po šesti týdnech plných svatebních oslav se novomanželé vydali do Gaskoňska.
| „               | Tam Eduarda přivítal jeho otec jako Božího anděla, s nesmírným jásotem. | “ |
| — Matthew Paris |                                                                         |   |

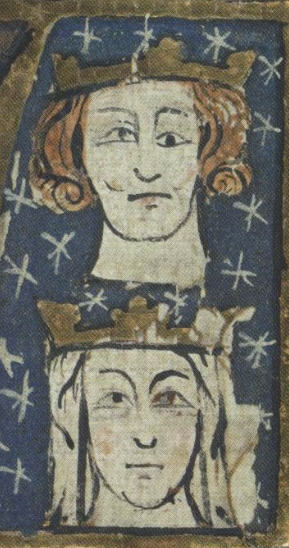
Eduard a Eleonora (středověká iluminace)

Společně s Eduardovými rodiči se setkali s francouzským příbuzenstvem na královském dvoře v Paříži a poté se usídlili v Bordeaux. Eduard se v Guyenne stal nástupcem svého strýce Simona z Montfortu, kterého místní obyvatelé pro tvrdou vládu zatratili.
Roku 1255 se manželé vrátili z evropské pevniny do Anglie, kde se Eduard dostal do sporu s otcem. Zde se také v létě 1256 setkali s Eleonořiným bratrem Jindřichem. Roku 1257 se vzbouřili Velšané a několik let trvající politické nepokoje nakonec vyústily v utkání na bitevním poli. 14. května 1264 v bitvě u Lewes se podařilo Simonovi z Montfortu, vůdci královské opozice, zajmout krále, prince Eduarda a Richarda Cornwallského a nechal je uvěznit. Eleonora po dobu manželova věznění byla na čestně slovo uvězněna ve Westminsterském paláci. Eduardovi se posléze zdařilo z věznění uniknout a 4. srpna 1265 porazil díky léčce strýčka Simona u Eveshamu. O rok později se Eleonoře podařilo po třech dcerách konečně porodit prvního syna.

### Svatá země
Po uklidnění atmosféry se manželé na papežskou výzvu vydali společně s francouzským králem Ludvíkem, který ač podlomeného zdraví, toužil po šíření pravé víry, na křížovou výpravu. Aby mohl financovat náklady spojené s výpravou, musel se Eduard zadlužit u samotného Ludvíka a požádat parlament o půjčku. Jeho družina prý nebyla příliš početná a čítala asi jen 1 000 vojáků. Mnozí účastníci výpravy byli Eduardovi blízcí přátelé a rodinní příslušníci, včetně jeho manželky Eleonory. Původním cílem výpravy bylo osvobození pevnosti v Akkonu, ale Ludvík se odchýlil a dorazil do Tunisu, kde se jeho vojsku podařilo dobýt Kartágo. Dalšímu úspěchu se postavila do cesty epidemie.
V době příjezdu anglické výpravy v květnu 1271, byl Ludvík IX. a jeho syn Jan mrtev. Větší část francouzského vojska se vrátila zpět do Francie, ale část se přidala k Eduardovi a jeho tisíci rytířům. Princ pokračoval do Akkonu, aby se připojil k deváté křížové výpravě. Krátce nato napadl město Quaqun. Roku 1272 se Eduardovi podařilo se sultánem Bajbarsem uzavřít desetileté příměří. Eleonora během pobytu na východě porodila dvě dcery. Při návratu na evropský kontinent zastihla cestující divoká bouře, která zapříčinila ztroskotání lodi. Z útrap kruciáty a ztroskotání se zotavovali na Sicílii, kde je zastihla zpráva o skonu krále Jindřicha.

### Královská koruna

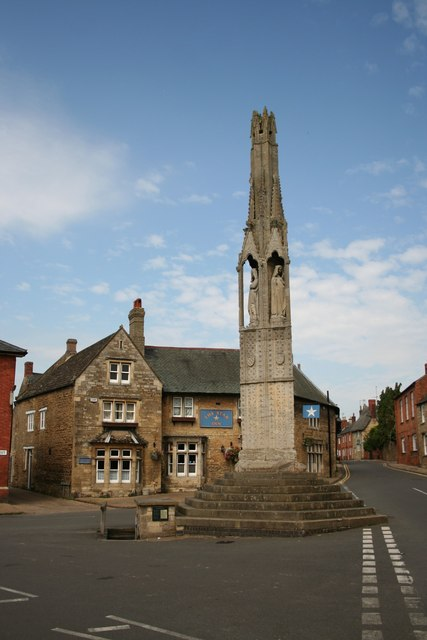
Kříž v Geddingtonu

Eduard jako nový král složil v Paříži lenní přísahu novému francouzskému králi Filipovi III, synovi svatého Ludvíka.
| „ | Zavazuji se ti věrností za veškeré země, jež bych od tebe měl mít v držení. | “ |

Poté se manželé téměř rok zdržovali v Bordeaux a až 14. srpna 1274 byli ve Westminsterském opatství korunováni. V říjnu roku 1274 provedl Eduard důkladnou kontrolu činnosti královských a panských úředníků a zneužívání úřední moci. Eleonora se na manželově činnosti ve velké míře podílela a pokoušela se díky svým rodovým svazkům ovlivnit dění v Aragonii, kam se francouzský král Filip III. vydal na křížovou výpravu.
Eduard čelil dalšímu velšskému povstání a také zhoršování Eleonořina zdraví, na kterém se zřejmě podepsaly četné porody. Nemocná královna se rozhodla pro cestu na kontinent, chtěla se vrátit do Guyenne. Se zastávkou na pařížském dvoře, kde Eduard vzdal hold novému králi Filipovi Sličnému, se vydali na ostrov Oléron a Talmont, oblíbené plantagenetské rezidence. Poté královna zakotvila na poloostrově řeky Dordogne v Condatu, kde měla sídlo se svou malou zoologickou zahradou s papoušky, gepardy a tygry. Tuto dobu trávila uhlazováním sporů mezi řeholními řády a také vyjednáváním mezi aragonským a sicilským králem o propuštění Aragonci zajatého Karla ze Salerna. Dceru Eleonoru zasnoubila s aragonským princem Alfonsem a sama poslala požadované výkupné za cenného zajatce.

### Smrt

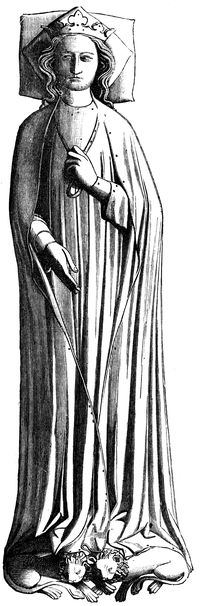
Nákres Eleonořina náhrobku od mistra Torela

Roku 1289 se královský pár vrátil do Anglie, kde se Eleonořin zdravotní stav zhoršil. Eduard se urychleně vrátil z výpravy směřované k potření skotského povstání a společně pomalu cestovali do Lincolnu. V Harby došlo ke krizi a Eleonora po přijetí posledního pomazání zemřela. Eduard celou dobu byl u jejího smrtelného lože a manželé se tak stihli po šestatřicetiletém manželství rozloučit.
| „                   | Její tělo bylo převezeno do Londýna, kde je převzal král, obklopený veškerou šlechtou království a svými preláty. Bylo nabalzamováno a pohřbeno ve westminsterském opatství s největší slávou. Všude, kde pobýval, nařídil král vztyčit na památku královny velký kříž, a dal na něj namalovat její obraz. | “ |
| — Thomas Walsingham | |   |

Tzv. Eleonořiny kříže byly postaveny na místech, kde pohřební průvod s královninými ostatky nocoval. Jednalo se o Lincoln, Grantham, Stamford, Geddington, Northampton, Stony Stratford, Woburn, Dunstable, St Albans, Waltham, Westcheap a Charing. Tělo zesnulé bylo nejdříve pohřbeno ve Westminsterském opatství do hrobu Eduarda Vyznavače, dokud nebyl zhotoven bronzový náhrobek od mistra Viléma Torela, který je společně s náhrobkem Jindřicha III. jedním z prvních se skutečnou podobou zesnulého. Kopie Torelova náhrobku byla také v katedrále v Lincolnu, kde byly uloženy vnitřnosti královny a další náhrobek byl také v dominikánském klášteře v Blackfriars v Londýně, kde bylo pohřbeno srdce. Společně s Eduardem byla v sousoší na průčelí katedrály v Lincolnu.

## Vývod z předků
|                    |                            |  |                           |                          |  |  |  |  |  |  |  | Alfons VII. Kastilský |
|                    |                            |  |                           |                          |  |  |  |  |  |  |  |                       |
|                    | Ferdinand II. Leónský      |  |                           |                          |  |  |  |  |  |  |  |                       |
|                    |                            |  |                           |                          |  |  |  |  |  |  |  |                       |
|                    |                            |  |                           | Berenguela Barcelonská   |  |  |  |  |  |  |  |                       |
|                    |                            |  |                           |                          |  |  |  |  |  |  |  |                       |
|                    | Alfons IX. Leónský         |  |                           |                          |  |  |  |  |  |  |  |                       |
|                    |                            |  |                           |                          |  |  |  |  |  |  |  |                       |
|                    |                            |  |                           | Alfons I. Portugalský    |  |  |  |  |  |  |  |                       |
|                    |                            |  |                           |                          |  |  |  |  |  |  |  |                       |
|                    | Urraca Portugalská         |  |                           |                          |  |  |  |  |  |  |  |                       |
|                    |                            |  |                           |                          |  |  |  |  |  |  |  |                       |
|                    |                            |  |                           | Matylda Savojská         |  |  |  |  |  |  |  |                       |
|                    |                            |  |                           |                          |  |  |  |  |  |  |  |                       |
|                    | Ferdinand III. Kastilský   |  |                           |                          |  |  |  |  |  |  |  |                       |
|                    |                            |  |                           |                          |  |  |  |  |  |  |  |                       |
|                    |                            |  |                           | Sancho III. Kastilský    |  |  |  |  |  |  |  |                       |
|                    |                            |  |                           |                          |  |  |  |  |  |  |  |                       |
|                    | Alfons VIII. Kastilský     |  |                           |                          |  |  |  |  |  |  |  |                       |
|                    |                            |  |                           |                          |  |  |  |  |  |  |  |                       |
|                    |                            |  |                           | Blanka Navarrská         |  |  |  |  |  |  |  |                       |
|                    |                            |  |                           |                          |  |  |  |  |  |  |  |                       |
|                    | Berenguela Kastilská       |  |                           |                          |  |  |  |  |  |  |  |                       |
|                    |                            |  |                           |                          |  |  |  |  |  |  |  |                       |
|                    |                            |  |                           | Jindřich II. Plantagenet |  |  |  |  |  |  |  |                       |
|                    |                            |  |                           |                          |  |  |  |  |  |  |  |                       |
|                    | Eleonora Anglická          |  |                           |                          |  |  |  |  |  |  |  |                       |
|                    |                            |  |                           |                          |  |  |  |  |  |  |  |                       |
|                    |                            |  |                           | Eleonora Akvitánská      |  |  |  |  |  |  |  |                       |
|                    |                            |  |                           |                          |  |  |  |  |  |  |  |                       |
| Eleonora Kastilská |                            |  |                           |                          |  |  |  |  |  |  |  |                       |
|                    |                            |  |                           |                          |  |  |  |  |  |  |  |                       |
|                    |                            |  | Alberich II. z Dammartinu |                          |  |  |  |  |  |  |  |                       |
|                    |                            |  |                           |                          |  |  |  |  |  |  |  |                       |
|                    | Alberich III. z Dammartinu |  |                           |                          |  |  |  |  |  |  |  |                       |
|                    |                            |  |                           |                          |  |  |  |  |  |  |  |                       |
|                    |                            |  |                           | Klemencie z Baru         |  |  |  |  |  |  |  |                       |
|                    |                            |  |                           |                          |  |  |  |  |  |  |  |                       |
|                    | Šimon z Dammartinu         |  |                           |                          |  |  |  |  |  |  |  |                       |
|                    |                            |  |                           |                          |  |  |  |  |  |  |  |                       |
|                    |                            |  |                           | Renaud II. z Clermontu   |  |  |  |  |  |  |  |                       |
|                    |                            |  |                           |                          |  |  |  |  |  |  |  |                       |
|                    | Matylda z Clermontu        |  |                           |                          |  |  |  |  |  |  |  |                       |
|                    |                            |  |                           |                          |  |  |  |  |  |  |  |                       |
|                    |                            |  |                           | Klemencie z Baru         |  |  |  |  |  |  |  |                       |
|                    |                            |  |                           |                          |  |  |  |  |  |  |  |                       |
|                    | Johana z Ponthieu          |  |                           |                          |  |  |  |  |  |  |  |                       |
|                    |                            |  |                           |                          |  |  |  |  |  |  |  |                       |
|                    |                            |  |                           | Jan I. z Ponthieu        |  |  |  |  |  |  |  |                       |
|                    |                            |  |                           |                          |  |  |  |  |  |  |  |                       |
|                    | Vilém II. z Ponthieu       |  |                           |                          |  |  |  |  |  |  |  |                       |
|                    |                            |  |                           |                          |  |  |  |  |  |  |  |                       |
|                    |                            |  |                           | Beatrix ze Saint-Pol     |  |  |  |  |  |  |  |                       |
|                    |                            |  |                           |                          |  |  |  |  |  |  |  |                       |
|                    | Marie z Ponthieu           |  |                           |                          |  |  |  |  |  |  |  |                       |
|                    |                            |  |                           |                          |  |  |  |  |  |  |  |                       |
|                    |                            |  |                           | Ludvík VII. Francouzský  |  |  |  |  |  |  |  |                       |
|                    |                            |  |                           |                          |  |  |  |  |  |  |  |                       |
|                    | Adéla Francouzská          |  |                           |                          |  |  |  |  |  |  |  |                       |
|                    |                            |  |                           |                          |  |  |  |  |  |  |  |                       |
|                    |                            |  |                           | Konstancie Kastilská     |  |  |  |  |  |  |  |                       |
|                    |                            |  |                           |                          |  |  |  |  |  |  |  |                       |